# Ruta 147 (Costa Rica)
La Ruta 147, oficialmente Ruta Nacional Secundaria 147, es una ruta nacional de Costa Rica ubicada en las provincias de San José y Alajuela.

## Descripción
En la provincia de San José, la ruta atraviesa el cantón de Santa Ana (los distritos de Santa Ana, Pozos).
En la provincia de Alajuela, la ruta atraviesa el cantón de Alajuela (el distrito de San Rafael).